# Ruhrs voetbalkampioenschap 1915/16
In 1915/16 werd het twaalfde Ruhrs voetbalkampioenschap gespeeld, dat georganiseerd werd door de West-Duitse voetbalbond. Enkel de districtscompetities vonden plaats, er was geen verdere eindronde voor een algemene titel en ook niet voor de West-Duitse titel.

## Eindstand

### District Duisburg
| Plaats | Club                      | Wed.              | W                 | G                 | V                 | Saldo             | Ptn.              |
| ------ | ------------------------- | ----------------- | ----------------- | ----------------- | ----------------- | ----------------- | ----------------- |
| 1.     | SC Preußen Duisburg       | 16                |                   |                   |                   | 55:21             | 24:8              |
| 2.     | SV Viktoria 1899 Duisburg | 16                |                   |                   |                   | 80:30             | 23:9              |
| 3.     | Meidericher SpV 02        | 16                |                   |                   |                   | 51:34             | 22:10             |
| 4.     | Duisburger SpV            | 16                |                   |                   |                   | 55:26             | 19:13             |
| 5.     | VfvB Ruhrort 1900         | 16                |                   |                   |                   | 57:33             | 18:14             |
| 6.     | SC Hohenzollern Meiderich | 16                |                   |                   |                   | 43:34             | 17:15             |
| 7.     | SV Union 02 Hamborn       | 16                |                   |                   |                   | 59:39             | 8:24              |
| 8.     | SpV Oberhausen 04         | 16                |                   |                   |                   | 46:67             | 6:26              |
| 9.     | Homberger SpV 03          | 16                |                   |                   |                   | 16:78             | 3:29              |
| 10.    | Mülheimer SpV 07          | Gediskwalificeerd | Gediskwalificeerd | Gediskwalificeerd | Gediskwalificeerd | Gediskwalificeerd | Gediskwalificeerd |
| 11.    | SV Hamborn 07             | Gediskwalificeerd | Gediskwalificeerd | Gediskwalificeerd | Gediskwalificeerd | Gediskwalificeerd | Gediskwalificeerd |

|  | Groepswinnaar |

### District Essen
| Plaats | Club                       | Wed. | W | G | V | Saldo | Ptn.  |
| ------ | -------------------------- | ---- | - | - | - | ----- | ----- |
| 1.     | BV Altenessen 06           | 10   |   |   |   | 39:17 | 17:3  |
| 2.     | Essener TB 1900            | 10   |   |   |   | 51:10 | 16:4  |
| 3.     | SuS Emscher-Vogelheim 1912 | 10   |   |   |   | 21:40 | 10:10 |
| 4.     | Essener SC Preußen 02      | 10   |   |   |   | 19:20 | 10:10 |
| 5.     | BV Hohenzollern Essen      | 10   |   |   |   | 19:44 | 6:14  |
| 6.     | Essener SV 1899            | 10   |   |   |   | 9:27  | 3:17  |

|  | Groepswinnaar |

### District Gelsenkirchen-Bochum

#### Groep 1
| Plaats | Club                      | Wed. | W | G | V | Saldo | Ptn. |
| ------ | ------------------------- | ---- | - | - | - | ----- | ---- |
| 1.     | BV Buer-Erle 08           | 8    |   |   |   | 29:6  | 14:2 |
| 2.     | Emschertaler SV Karnap 07 | 8    |   |   |   | 20:21 | 9:7  |
| 3.     | SuS Schalke 1896          | 8    |   |   |   | 20:20 | 8:8  |
| 4.     | TV Schalke 1877           | 8    |   |   |   | 19:16 | 6:10 |
| 5.     | BV Buer 07                | 8    |   |   |   | 9:34  | 3:13 |

|  | Geplaatst voor finalegroep |

#### Groep 2
| Plaats | Club                           | Wed. | W | G | V | Saldo | Ptn. |
| ------ | ------------------------------ | ---- | - | - | - | ----- | ---- |
| 1.     | SV Preußen 04 Wanne            | 8    |   |   |   | 36:6  | 13:3 |
| 2.     | SC Westfalia 04 Herne          | 8    |   |   |   | 19:13 | 11:5 |
| 3.     | SC Germania 09 Herne           | 8    |   |   |   | 11:16 | 6:10 |
| 4.     | 1. Recklinghäuser SpV Union 05 | 8    |   |   |   | 8:22  | 6:10 |
| 5.     | SV 1912 Sodingen               | 8    |   |   |   | 9:29  | 4:12 |

|  | Geplaatst voor finalegroep |

#### Groep 3
| Plaats | Club               | Wed. | W | G | V | Saldo | Ptn.  |
| ------ | ------------------ | ---- | - | - | - | ----- | ----- |
| 1.     | MBV Linden 05      | 10   |   |   |   | 42:20 | 16:4  |
| 2.     | FC Viktoria Linden | 10   |   |   |   | 19:19 | 14:6  |
| 3.     | Hattinger SV 04    | 10   |   |   |   | 17:25 | 10:10 |
| 4.     | SuS Bochum 08      | 10   |   |   |   | 12:14 | 6:14  |
| 5.     | SpVgg Welper       | 10   |   |   |   | 16:17 | 6:14  |
| 6.     | TV Winz-Baak       | 10   |   |   |   | 16:27 | 4:16  |

|  | Geplaatst voor finalegroep |

#### Finalegroep
| Plaats | Club                | Wed. | W | G | V | Saldo | Ptn. |
| ------ | ------------------- | ---- | - | - | - | ----- | ---- |
| 1.     | BV Buer-Erle 08     | 4    | 4 | 0 | 0 | 14:0  | 8:0  |
| 2.     | SV Preußen 04 Wanne | 4    | 2 | 0 | 2 | 0:3   | 4:4  |
| 3.     | MBV Linden 05       | 4    | 0 | 0 | 4 | 0:11  | 0:8  |

|  | Winnaar Gelsenkirchen-Bochum |

### District Sauerland
| Plaats | Club                         | Wed. | W | G | V | Saldo | Ptn.  |
| ------ | ---------------------------- | ---- | - | - | - | ----- | ----- |
| 1.     | FC Hagen 05                  | 12   |   |   |   | 58:19 | 21:3  |
| 2.     | FC Eilpe-Delstern            | 12   |   |   |   | 38:28 | 14:10 |
| 3.     | SuS 09 Gevelsberg            | 11   |   |   |   | 47:24 | 12:10 |
| 4.     | SpVgg Phönix-Alemannia Hagen | 10   |   |   |   | 16:16 | 11:9  |
| 5.     | Eppenhausener FC 1911        | 11   |   |   |   | 15:45 | 10:12 |
| 6.     | FC Lüdenscheid 08            | 11   |   |   |   | 22:36 | 4:18  |
| 7.     | FC Preußen Lüdenscheid       | 11   |   |   |   | 9:37  | 4:18  |

|  | Groepswinnaar |